# Äthiopisch-Orthodoxe Tewahedo-Kirche

Die St.-Maria-von-Zion-Kirche in Aksum ist der wichtigste Kirchenbau der Tewahedo-Kirche.
Die Kapelle links beherbergt nach Überzeugung der Tewahedo-Kirche die Bundeslade

Die Äthiopisch-Orthodoxe Tewahedo-Kirche (amharisch የኢትዮጵያ ኦርቶዶክስ ተዋሕዶ ቤተ ክርስቲያን, translit. yä-Ityop̣p̣ǝya ortodoks täwaḥǝdo betä krǝstiyan, kurz ኢ/ኦ/ተ/ቤ/ክ; englisch Ethiopian Orthodox Tewahedo Church, kurz EOTC) ist eine orientalisch-orthodoxe Kirche in Äthiopien. Bis 1950 war sie Teil der koptisch-orthodoxen Kirche.

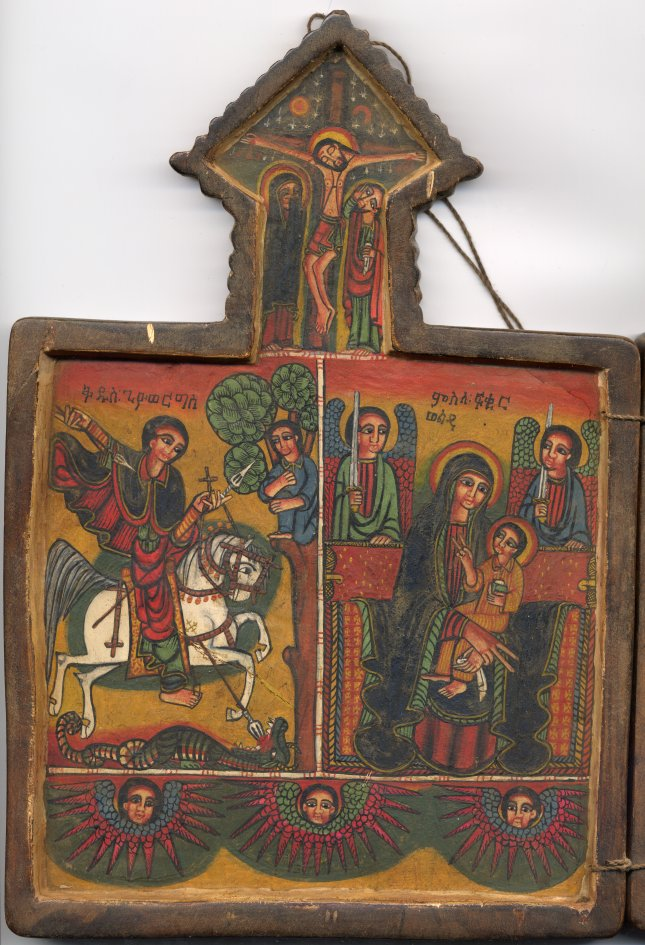
Äthiopische Ikone mit dem heiligen Georg.

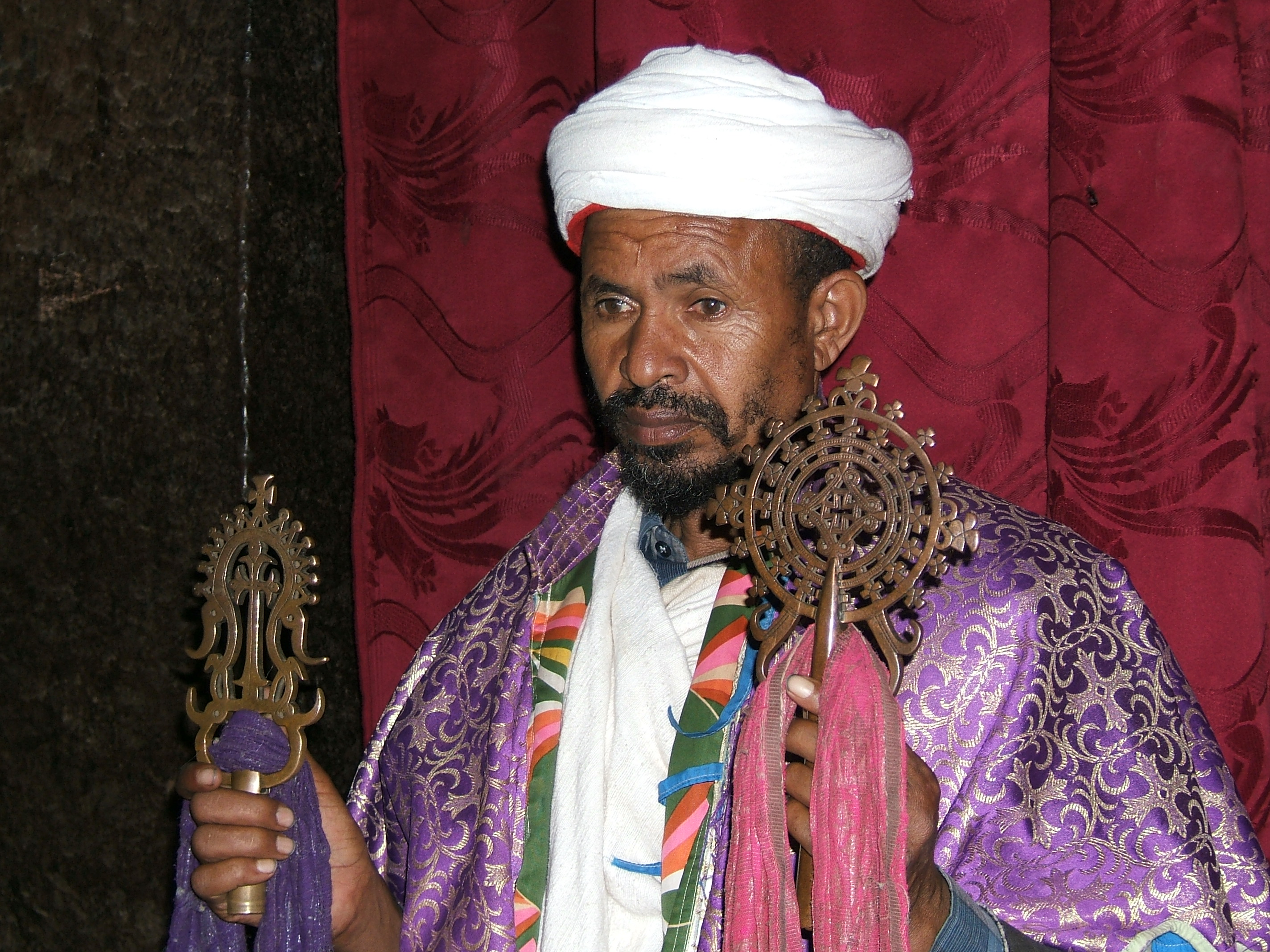
Priester der Äthiopisch-Orthodoxen Tewahedo-Kirche

## Name
Tewahedo bedeutet – vergleichbar dem islamischen Konzept Tauhīd – „Einheit“ und bezieht sich auf die Vereinigung der beiden Naturen in Christus, einer theologischen Streitfrage des frühen Christentums, aufgrund derer sich beim Konzil von Chalcedon einige Gruppen abtrennten, die so genannten Monophysiten. Ob die Äthiopische Kirche monophysitisch war, ist unter Wissenschaftlern noch nicht einhellig geklärt. Die Kirche lehnt die Bezeichnung „monophysitisch“ für sich selbst ab und bezeichnet sich als „miaphysitisch“. Bei der Klassifikation und überhaupt jeder Untersuchung der Äthiopisch-Orthodoxen Tewahedo-Kirche ist zu beachten, dass es bis jetzt keine theologischen Wörterbücher des Altäthiopischen in Latein oder anderen Sprachen gibt, mit deren Hilfe man Fachtexte mit der nötigen Verlässlichkeit übersetzen könnte.

## Geschichte
Über den Ursprung der äthiopischen Kirche (um 316) berichtet der griechische Geschichtsschreiber Rufinus von Aquileia von zwei Brüdern, Frumentius und Aidesios, die auf ihrer Heimreise nach Tyrus an der Küste des Roten Meeres überfallen und an den Hof des Königs von Aksum verkauft worden seien. Dank ihrer griechischen Bildung seien sie zu Erziehern der Prinzen aufgestiegen und hätten der Königsfamilie ihren christlichen Glauben vermittelt. Frumentius sei später zum Patriarchen von Alexandria, Athanasius, gereist und sei von ihm zum Bischof von Aksum geweiht worden. Der Übertritt des Königs Ezana zum Christentum ist durch Münzfunde für das 4. Jahrhundert archäologisch belegt. Seit diesem Zeitpunkt waren im christlichen Äthiopien Herrscher und Kirche eng miteinander verbunden.
Auch nach dem Niedergang des Aksumitischen Reichs blieb das Christentum in Äthiopien erhalten, während sich in den benachbarten Ländern der Islam ausbreitete. So wurde die äthiopische Kirche vom übrigen Christentum isoliert. Tekle Haymanot, ein Mönch und Heiliger der äthiopisch-orthodoxen Kirche, war mitverantwortlich dafür, dass 1270 die sogenannte salomonische Dynastie an die Macht kam. Gewissermaßen als Belohnung erhielt die Kirche große Teile des Landes geschenkt (die meisten Quellen sprechen – wohl übertreibend – von einem Drittel). Äthiopisch-orthodoxe Geistliche stellten die Bildungselite des Landes dar und fanden daher Anstellung am kaiserlichen Hof. Die Kirche wehrte sich daher anfangs vehement gegen die Einführung des modernen Schulsystems durch Kaiser Menelik II.
Im Jahr 1534 traf sich Abba Mika'el, ein Kleriker der äthiopisch-orthodoxen Kirche, mit Martin Luther und bekräftigte das Augsburger Bekenntnis, indem er sagte: „Das ist ein gutes Glaubensbekenntnis“. Darüber hinaus erklärte Martin Luther, dass die lutherische Messe mit der von der äthiopisch-orthodoxen Kirche verwendeten übereinstimmt. Infolgedessen lud Luther die äthiopische Kirche und Michael zur vollen Mahlgemeinschaft ein.
Lange war die äthiopische Kirche ein Teil der (heute kleineren) koptischen Kirche Ägyptens, bis sie 1950 durch den koptischen Papst Yusab II. von Alexandria in die Autokephalie entlassen und 1959 zum Patriarchat erhoben wurde. Nachdem sich Eritrea 1993 von Äthiopien unabhängig erklärt hatte, erlangte auch die Eritreisch-Orthodoxe Tewahedo-Kirche 1998 den Status der Autokephalie.
Das marxistische Derg-Regime (1974–1991) nationalisierte 1975 den feudalen Landbesitz der Adeligen und der Kirche. Doch erst in der Verfassung von 1994 wurde offiziell die Trennung von Kirche und Staat vollzogen.
Im Januar 2023 erklärten mehrere Kirchenführer in Oromia, der größten und bevölkerungsreichsten Provinz Äthiopiens, die auch die Hauptstadt Addis Abeba umschließt, die Abspaltung vom Rest der Kirche. Als Grund gaben sie ethnische Diskriminierung und mangelnde Diversität in der Kirchenführung an, deren Patriarch dem Volk der Tigray angehört. Bemängelt wurde auch eine unzureichende Verbreitung von Oromo als Liturgiesprache. Die Heilige Synode der Kirche erklärte den Schritt für unrechtmäßig; die abtrünnigen Erzbischöfe wurden exkommuniziert. Zudem warfen Synode und Anhänger der Hauptkirche der Regierung von Ministerpräsident Abiy Ahmed vor, die Abtrünnigen indirekt zu unterstützen. Im Zusammenhang mit der Abspaltung kam es spätestens Anfang Februar 2023 zu gewalttätigen Auseinandersetzungen mit Todesopfern. Der Weltkirchenrat äußerte sein „Bedauern“ über die Entwicklung und rief die politischen Führer des Landes auf, die äthiopisch-orthodoxe Tewahedo-Kirche in ihrem Bestreben nach Einigkeit und Frieden unter ihren Mitgliedern zu unterstützen.

## Organisation
Die Äthiopisch-Orthodoxe Tewahedo-Kirche ist mit 35 bis 60 Millionen Gläubigen (die Angaben zur Anzahl divergieren stark) die größte aus der Familie der orientalisch-orthodoxen Kirchen. Alle Bischöfe zusammen bilden das oberste Gremium der Kirche, die Heilige Synode (ቅዱስ ሲኖዶስ qǝddus sinodos), die sich zweimal jährlich zu einer Vollversammlung trifft. Ihr steht der Patriarch vor; sein Titel ist »Seine Heiligkeit Abune <Name>, Patriarch, Oberhaupt der Erzbischöfe Äthiopiens, Erzbischof von Aksum und Ettschäge auf dem Stuhl des hl. Täklä Haymanot« (ብፁዕ ወቅዱስ አቡነ ... ፓትርያርክ, ርእሰ ሊቃነ ጳጳሳት ዘኢትዮጵያ, ሊቀ ጳጳስ ዘአክሱም ወእጨጌ ዘመንበረ ተክለ ሃይማኖት, translit. bǝṣ́uʿǝ wä-qǝddus abunä ... patrǝyark, rǝʾǝsä liqanä p̣ap̣p̣asat zä-Ityop̣p̣ǝya, liqä p̣ap̣p̣as zä-Aksum wä-ǝč̣č̣äge zä-mänbärä Täklä Haymanot). Nur Mönche können Bischöfe werden. Diese leiten die über 40 Diözesen (sg. ሀገረ ስብከት hagärä sǝbkät) im In- und Ausland, deren größte die Diözese Addis Abeba ist. Das kirchliche Leben wird über die Patriarchalverwaltung (ጠቅላይ ቤተ ክህነት ṭäqlay betä kǝhǝnät) in Addis Abeba koordiniert. Auf den verschiedenen Organisationsstufen bestehen Gemeinderäte (sg. ሰበካ መንፈሳዊ ጉባኤ säbäka mänfäsawi gubaʾe).

## Glaubensleben
Die Äthiopisch-Orthodoxe Tewahedo-Kirche hat durch ihre isolierte Lage im Hochland am Horn von Afrika umgeben von muslimischen Ländern viele kulturelle und religiöse Eigenständigkeiten bewahrt und entwickelt. Besonders augenfällig sind die vielen Anklänge an das Judentum, die wahrscheinlich dadurch entstanden, dass sich die christlichen Gläubigen durch wiederholte Lektüre des Alten Testamentes mit dem biblischen Israel identifizierten und jüdische Glaubensformen wie die Beschneidung von Jungen, das Einhalten des Sabbats, verschiedener Reinheits- und Speisevorschriften etc. entwickelten. Im Zuge dieses Judaisierungs-Prozesses entstand die Legende von der Abstammung des äthiopischen Herrscherhauses aus einem Verhältnis von König Salomon mit Makeda, der Königin von Saba (im äthiopischen Nationalepos Kïbrä Nägäst aus dem 14. Jahrhundert ediert). Der gemeinsame Sohn Menelik soll die Bundeslade aus dem Tempel gestohlen und nach Äthiopien gebracht haben. Mit ihr führte er nach dieser Erzählung das Judentum in Äthiopien ein. Der äthiopisch-orthodoxe Bibelkanon umfasst sowohl im Alten wie im Neuen Testament Bücher, die in den restlichen Kirchen als apokryph gewertet werden (z. B. das Buch Henoch oder das Jubiläenbuch), so dass die Bibel dieser Kirche unter allen traditionellen Kirchen die längste darstellt; siehe Liste biblischer Bücher.
Wie in einigen orientalisch-orthodoxen Kirchen nehmen Männer- und Frauenklöster in der Äthiopisch-Orthodoxen Tewahido-Kirche eine zentrale Stellung als kulturelle, soziale und spirituelle Zentren ein. Das äthiopisch-orthodoxe Mönchtum wird auf die so genannten „neun Heiligen“ zurückgeführt, die wahrscheinlich im 6. Jahrhundert vor der reichskirchlichen Verfolgung vor-chalzedonensischer Christen flohen. Die Mönche und Nonnen in den ca. 800 äthiopischen Klöstern leben zumeist sehr ärmlich, bergen aber in ihren Kirchen enorme kulturelle Schätze (z. B. illuminierte Handschriften). Vom 6. Jahrhundert bis in die Gegenwart verwalteten die Klöster die traditionelle äthiopische Schulbildung, in der vor allem Geistliche ausgebildet wurden. Heute verfügt die äthiopisch-orthodoxe Kirche auch über drei moderne theologische Ausbildungsstätten, deren wichtigste das Holy Trinity Theological College in Addis Abeba ist.
Neben den Mönchspriestern kennt die Äthiopisch-Orthodoxe Tewahido-Kirche auch verheiratete Priester, die ein ebenso hohes Ansehen genießen wie jene. Zusammen mit Diakonen (die bereits in jugendlichen Jahren geweiht werden) und den Kirchensängern (däbtäras) kommen alle Kleriker zusammen auf die enorme Zahl von ca. 400.000. Däbtäras sind v. a. für Gesang und Tanz der auf den heiligen Jared zurück geführten Hymnen zuständig. Für die Feier der sonntäglichen Eucharistie sind mindestens zwei Priester und ein Diakon notwendig. Die Liturgiesprache der Kirche ist die Sakralsprache Altäthiopisch, geschrieben in der äthiopischen Schrift.
Die Äthiopisch-Orthodoxe Tewahido-Kirche kennt eine Fülle an Fasttagen (ca. 200 Tage), an denen keinerlei tierische Produkte und bis mindestens Mittag gar nichts gegessen und getrunken werden darf. Auch an Feiertagen spart das äthiopisch-orthodoxe Kirchenjahr nicht. Als Besonderheit innerhalb der christlichen Kirchen kennt der äthiopisch-orthodoxe (julianische) Kalender monatlich wiederkehrende Feiertage.
Als einzige bis heute bestehende vorkoloniale christliche Kirche Subsahara-Afrikas hat die Äthiopisch-Orthodoxe Tewahido-Kirche für viele christliche Afrikaner und deren Nachfahren in aller Welt eine besondere symbolische Bedeutung. So schloss sich beispielsweise ein bedeutender Teil der Anhänger der jamaikanischen Rastafari-Religion inzwischen der äthiopischen Kirche an. Die äthiopisch-orthodoxe Kirche gilt als die einzige missionarisch aktive orientalisch-orthodoxe Kirche. 
Im heutigen Äthiopien gehören ungefähr 32,1 Millionen (43,5 %) Menschen dieser Kirche an, die restlichen Einwohner sind Muslime (33,9 %), Protestanten (18,6 %) und Anhänger traditioneller Religionen (2,6 %). Trotzdem prägt die äthiopisch-orthodoxe Kirche die äthiopische Gesellschaft weiterhin überproportional stark. Im Bewusstsein ihrer historischen und gegenwärtigen Rolle gründete die Äthiopisch-Orthodoxe Tewahido-Kirche 1972 eine Kommission (Development and Inter-Church Aid Commission; DICAC), die die Entwicklung des Landes fördern sollte.
Eine Besonderheit sind die Tausende durch Priester gehüteten Kirchenwälder, die die meist runden Kirchenbauten im äthiopischen Hochland umgeben. In der stetig zunehmenden landwirtschaftlichen Nutzung des Umlandes haben die kleinen Wälder eine wichtige ökologische Funktion. Sie halten den Grundwasserspiegel, senken die Temperatur, wirken als Windschutz und beherbergen die für Landwirtschaft der angrenzenden Felder nötigen bestäubenden Insekten. So wirken sie der Wüstenbildung entgegen. Von ihren Hütern werden die Gärten geistlich gedeutet und als Kleinausgaben des Gartens Eden angesehen.

## Patriarchen seit 1959
- 1959–1971 Abune Baslios
- 1971–1977 Abune Tewoflos
- 1977–1988 Abune Tekle Haimanot
- 1988–1992 Abune Merkorios
- 1992–2012 Abune Paulos
- 2013–0000 Abune Mathias[13]

Abune Tewoflos wurde von der Militärjunta inhaftiert und hingerichtet. Seine beiden Nachfolger wurden unter Aufsicht der Militärjunta eingesetzt und von der koptischen Kirche nicht anerkannt. Der 1992 zur Abdankung gezwungene und geflohene Abune Merkorios (1938–2022) wurde von einer kleinen Minderheit der Gemeinden außerhalb Äthiopiens auch danach noch als Patriarch angesehen.

## Äthiopische Kirche in Europa

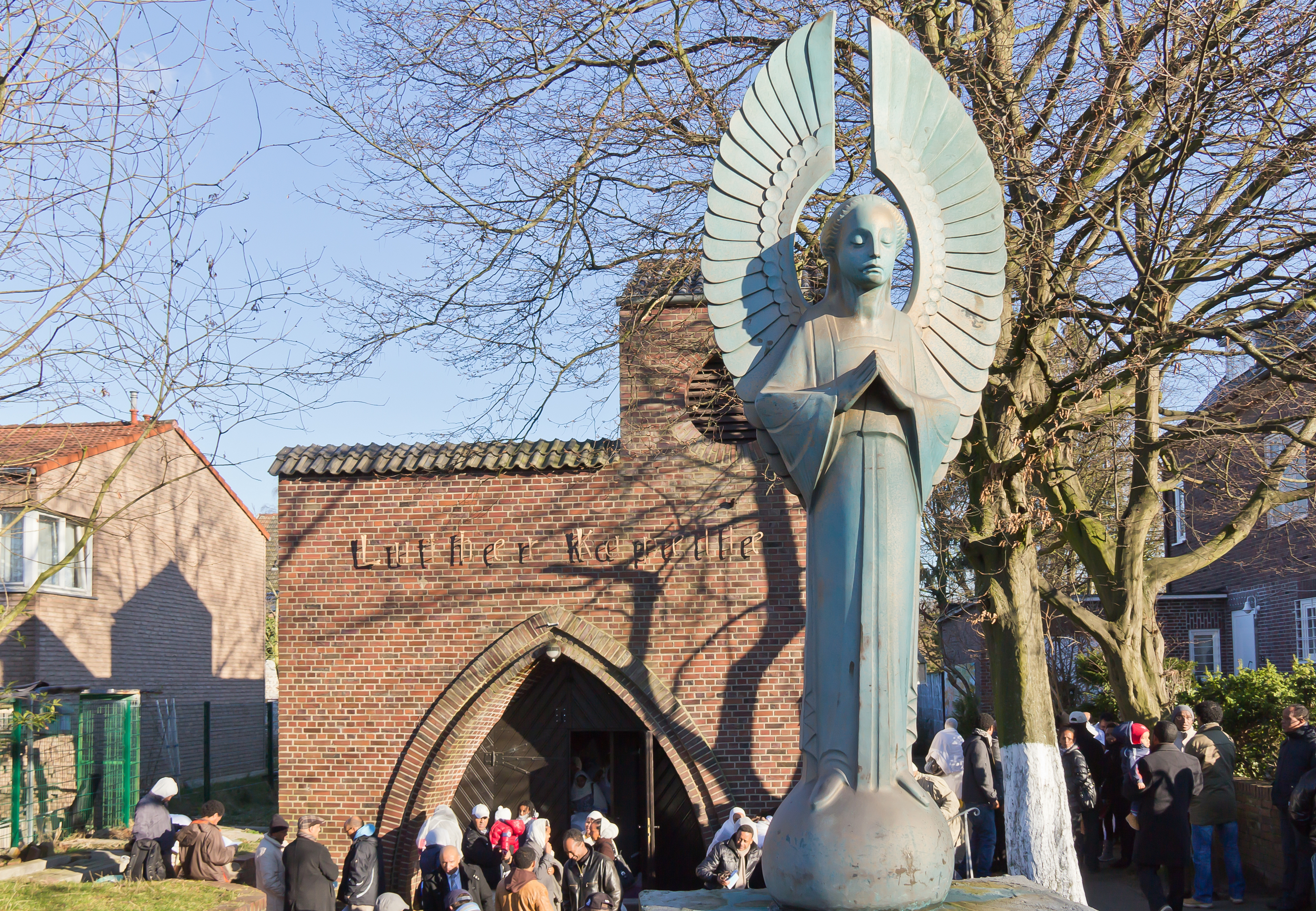
Luther-Kapelle in Köln, seit 2010 Äthiopisch-Orthodoxe St. Michaels-Kirche

Die Äthiopische Kirche ist neben der Eritreisch-Orthodoxen Tewahedo-Kirche die einzige unter den altorientalischen Kirchen, in der die Mehrheit der Gläubigen noch im Ursprungsland lebt. Dennoch steigt die Zahl der Auswanderer, die in Amerika oder Europa bessere Lebensbedingungen suchen. In Europa hat die Kirche drei verantwortliche Bischöfe: in Rom, in London und seit 2018 mit Abune Diyonasiyos (ዲዮናስዮስ) auch in Berlin.
Die älteste deutsche Gemeinde befindet sich seit 1983 in Köln. Ihr Dekan, Erzpriester Merawi Tebege (መርዓዊ ተበጀ), ist seit Jahrzehnten der Gemeinde verbunden. Er begründete sie in Räumen der evangelischen Lutherkapelle, die seit einiger Zeit durch Kauf in das Eigentum der äthiopisch-orthodoxen Kirche übergegangen ist. Ein großer Erzengel Michael in Bronze ziert den Eingang der Kirche am Lindweilerweg am Rand des Kölner Stadtteils Longerich. Die Gemeinde lädt stets auch Menschen der Umgebung ein, die nicht orthodoxen Glaubens sind. 
Die Stuttgarter Gemeinde feiert ihre Gottesdienste seit 2007 in der ehemaligen katholischen Kirche Mariä Verkündigung, heute St.-Lideta-le-Mariam-Kirche, am Frauenkopf.
Die Gemeinden in Deutschland, England und Italien sind die zahlenstärksten in Europa. In Österreich leben äthiopisch-orthodoxe Christen vor allem in Wien und Graz.